# Жасмин (певица)
Жасми́н (настоящее имя Са́ра Льво́вна Шор, урождённая Манахи́мова, в первом браке Семендуева; род. 12 октября 1977, Дербент, Дагестанская АССР) — российская певица, актриса, телеведущая, фотомодель и дизайнер; заслуженная артистка РФ (2014), заслуженная артистка Дагестана (2009), народная артистка Дагестана (2024).
Лауреат и обладательница 9 премий «Золотой граммофон»; 1 премии MTV Russia Music Awards («Лучшая исполнительница 2005»); 17 премий «Песня года». С момента начала музыкальной карьеры Жасмин выпустила 10 студийных альбомов.
С 26 октября 2022 года, из-за вмешательства супруга во внутренние дела Молдовы, находится под санкциями Соединённых Штатов Америки, а за поддержку российского вторжения на Украину под санкциями Канады и Украины.

## Биография
Родилась 12 октября 1977 года в Дербенте, Дагестанская АССР в семье горских евреев.
Отец — балетмейстер, заслуженный деятель искусств Республики Дагестан Лев Яковлевич Манахимов (1950—2021). Мать — Маргарита Семёновна Манахимова (20 января 1955—1996) — была дирижёром.

Брат — Анатолий Львович Манахимов, на два года старше.
Племянники — Лев Анатольевич Манахимов и Сергей Анатольевич Манахимов.
В детстве не думала становиться артисткой. Она хотела заняться изучением английского языка и поэтому намеревалась поступить на филфак. Но в Дербенте не было нужного учебного заведения, а в столицу родители её не отпустили. Мама уговорила её поступить в медицинский колледж, который Сара окончила с красным дипломом. Учась в колледже, будущая певица впервые вышла на сцену. Команда КВН медиков вызвала на соревнование студентов музыкального училища. Будущая медсестра сумела перепеть соперников.

## Карьера

### 1999—2002: «Долгие дни», «Перепишу любовь» и «Головоломка»
При финансовой поддержке первого мужа Сара, взявшая псевдоним Жасмин, начала свою карьеру с композицией «Так бывает» и одноимённого клипа в конце 1999 года. В стартовом продюсировании принимал участие продюсер Олег Челышев. Широкую известность певице принесла композиция «Долгие дни», вышедшая в сентябре 2000 года и быстро ставшая настоящим хитом. В конце 2000 года Жасмин с этой песней впервые стала лауреатом фестиваля «Песня года», а также получила премию «Золотой граммофон». 12 октября того же года в клубе «Мираж» прошла презентация дебютного сольного альбома «Долгие дни». Релиз диска осуществила компания Iceberg Music.
В начале 2001 года вышел клип на песню «Лёли-лёли». В середине мая того же года в Стокгольме и Хельсинки прошли съёмки видеоклипа на композицию «Перепишу любовь». В том же месяце Жасмин стала лауреатом премии «Овация» с клипом «Долгие дни». 22 ноября в развлекательном комплексе «Метелица» состоялась презентация второго альбома Жасмин Перепишу любовь. 16 и 17 марта 2002 года в ГЦКЗ «Россия» прошли два сольных концерта певицы под названием «Перепишу любовь», 19 и 20 мая — два больших концерта в петербургском БКЗ «Октябрьский». Тогда же Жасмин получила премию «Овация» за видеоклип «Перепишу любовь». В октябре в Хельсинки снят клип «Головоломка», а 28 ноября в развлекательном комплексе «Метелица» презентован одноимённый диск, релиз которого осуществили компании «Мистерия звука» и Jasmin Productions.

### 2003—2006: «100% любви», «Да!» и «Тебе понравится»
В феврале 2003 года на экраны вышел клип «Холодно», а в июне была завершена работа над клипом «Дольче Вита». В сентябре на лейбле «Квадро-диск» вышел четвёртый студийный альбом «100% любви». С 9 по 12 октября в рамках одноимённой программы певица дала четыре сольных концерта в ГЦКЗ «Россия», режиссёром-постановщиком которых выступила Алла Пугачёва. В ноябре вышел клип на песню «Да!», отснятый на этих концертах. В декабре Жасмин получила награду «Золотой граммофон» за композицию «Дольче Вита».
В феврале 2004 года состоялась премьера клипа на песню «Самый любимый», приуроченного ко Дню защитника Отечества. 29 марта Жасмин выступила на международном фестивале танцевальной музыки «Бомба года» в «Олимпийском». с 1 по 10 мая певица гастролировала по городам Турции и Израиля с концертной программой «100% любви». Летом на телеэкраны вышел видеоклип «Капля лета», снятый в Санкт-Петербурге. В августе в Бахчисарае прошли съёмки новогоднего мюзикла «Али-Баба и сорок разбойников», где Жасмин сыграла одну из главных ролей — жену Али-Бабы Зейнаб. Осенью в Санкт-Петербурге был снят клип «Разгадай любовь». В начале ноября Жасмин награждена «Стопудовым хитом» за «Каплю лета», а 18 ноября в «Метелице» певица представила пятый студийный альбом «Да!». В декабре стала лауреатом «Золотого граммофона» с композицией «Самый любимый». В том же месяце на экраны вышел украинский новогодний мюзикл «Три мушкетёра» с её участием.
В начале 2005 года в Хельсинки состоялись съёмки клипа на песню «Как ты мне нужен». С 18 по 20 марта Жасмин дала сольные концерты в рамках программы «Да!» в ГЦКЗ «Россия». В конце августа на экраны вышел клип «Индийское диско», снятый в Санкт-Петербурге. В сентябре Жасмин одержала победу на MTV RMA-2005 в номинации «Лучшая исполнительница». В конце октября в Финляндии был снят клип на песню «Тебе понравится», двадцатый по счёту ролик в видеографии певицы, а в декабре на лейбле Монолит Рекордс вышел одноимённый диск.
В марте 2006 года Жасмин стала лицом бренда Pantene Pro-V.

### 2007—2013: «Мечта» и «От любви до любви»
В начале 2007 года Жасмин сняла видеоклип «Боль» (режиссёр Дмитрий Захаров). С конца того же года певица участвовала в проекте «Две звезды» на Первом канале в паре с Юрием Гальцевым. В июле 2008 года вышел клип на песню «Пей любовь», написанную певицей Любашей (режиссёр видео Георгий Тоидзе). В том же году певица снялась в мюзикле «Красота требует…».
В феврале 2009 года в Киеве снят клип на композицию «Ночь», режиссёром которого выступил Алан Бадоев. 25 сентября Жасмин присвоено звание Заслуженной артистки Республики Дагестан. 8 декабря состоялась презентация седьмого альбома «Мечта» на 21 этаже центра «Lotte Plaza», в «KalinaBar». В альбом вошло 12 композиций и три видеоклипа на песни «Ночь», «Виновата» и «Пей любовь».
После выпуска седьмого альбома, весной 2010 года, Жасмин выпускает первый сингл «Не жалею». Затем снимает музыкальное видео на эту композицию (режиссёр Павел Худяков) и получает за неё премию «Песня года 2010». В апреле Жасмин, Ирина Дубцова, Алсу, Татьяна Буланова и Лера Кудрявцева записывают детскую колыбельную и клип «Спи, моё солнышко» в поддержку благотворительного проекта Pampers и UNICEF «1 упаковка = 1 вакцина» по предотвращению столбняка у новорождённых детей и их матерей. Автор песни — Ирина Дубцова, режиссёр клипа — Алексей Голубев. Осенью 2010 года Жасмин выпускает второй сингл «Здравствуй, новая любовь». В январе 2011 года на песню снят клип (режиссёр Ирина Миронова).
2 апреля 2011 года Жасмин вновь вышла на подиум на «Mercedes-Benz Russian Fashion Week», где представляла новую коллекцию «Для неё» свадебных и вечерних платьев Дома моды «Eleonor». По оценкам наблюдателей, именно Жасмин была музой этой коллекции.
В конце мая 2011 года вышла песня «Лабу-Дабу», которая несколько недель находилась в ротации «Русского радио». В начале июля состоялась премьера клипа, снятого Антоном Ненашевым. За эту песню Жасмин получила две премии: «20 лучших песен-2011» (по версии проекта Первого канала «Красная Звезда») и «Песня года — 2011». С мая Жасмин стала участвовать в программах канала Russian Music Box: сначала в качестве ведущей месяца в программе «ТОР-10», затем — программы «Junior Box». 28 июня получила премию «Мама года 2011», где была признана «Самой утончённой мамой». 10 сентября на Crimea Music Fest 2011 Жасмин представила ремейк композиции «Пей любовь», оригинал которой вошёл в седьмой альбом «Мечта». 1 ноября — премьера сингла «Можно», релиз которого состоялся в Интернете. Предполагалось, что песня станет четвёртым синглом для альбома «От любви до любви», но в итоге она так и не вошла в него. 20 декабря певица вместе с Сергеем Лазаревым, Зарой, Николаем Басковым и Славой выпустила новогоднюю композицию «Как в детстве», премьера которой состоялась на официальном сайте певицы. Позднее прошла премьера сольной версии композиции, а 22 декабря — премьера сингла.
Весной 2012 года Жасмин представила песню «Дорога жизни», которую она пела, будучи беременной дочкой Маргаритой. В апреле артистка стала ведущей рубрики «Я — мама» в программе «Здоровье» с Еленой Малышевой на Первом канале, а также вела свой блог на сайте программы «Здоровье».
В конце мая Жасмин выпустила четвёртый сингл «От любви до любви». Песня стала заглавной для альбома. В конце года за эту композицию Жасмин получила премии «Золотой Граммофон» и «Песня года 2012». В ноябре исполнительница выпускает «Руки в рукава», в конце декабря представляет музыкальное видео на эту композицию. Клип был представлен в формате fashion video. Премьера клипа состоялась на YouTube-канале Жасмин, а в январе 2013 года на музыкальных телеканалах. В декабре 2013 года Жасмин получила за эту песню награду «Золотой граммофон».
Весной 2013 года Жасмин выпустила сингл «Дважды», а затем музыкальное видео, снятое в Киеве (режиссёром выступил Сергей Ткаченко). Осенью певица выпускает танцевальный сингл «Нет, не надо» совместно с DJ Леонидом Руденко, а в декабре 2013 года выходит клип, снятый в Израиле.

### 2014—2018: «Восточная любовь»
Летом 2014 года Жасмин выпускает сингл «Свадебные истории» — русскоязычный ремейк известной молдавской песни, затем клип, снятый в Молдове.
17 октября Жасмин выступила в Кремлёвском дворце с сольной концертной программой «Другая Я». 30 октября 2014 года в рамках Недели моды в Москве Жасмин представила дебютную капсульную коллекцию вечерних платьев и аксессуаров ручной работы.
3 ноября 2014 года состоялся цифровой релиз альбома «Восточная любовь», в который вошли новые композиции, а также полностью перезаписанные песни разных лет с элементами восточной музыки. В конце года певица представила клип на песню «Дожди», снятый в Киеве под руководством эстонского режиссёра Хиндрека Маасика.
30 мая 2015 года Жасмин выпускает сингл «Зависимость», а 3 сентября выходит клип на эту композицию, съёмки которого прошли в Санкт-Петербурге. В декабре певица выпускает сингл «Сердце».
В мае 2016 года состоялся релиз сингла «Три точки тире», в ноябре — «Прощай, моя помада». Последний является русскоязычным ремейком композиции Павла Парфения «Lăutar».
14 февраля 2018 года Жасмин в дуэте с Денисом Клявером выпустила песню «Любовь-отрава», поэта Михаила Гуцериева и турецкого композитора Айтекина Аташа. В апреле под руководством Алана Бадоева в Испании прошли съёмки видео на эту композицию. В октябре Жасмин представила клип на песню «Похожи», записанную совместно с Леонидом Руденко. Режиссёром ролика вновь выступил Алан Бадоев.

### 2019—настоящее время
13 апреля 2019 года Жасмин представила новую концертную программу «Жасмин. Весна» в Крокус Сити Холле (Москва), а 17 апреля 2019 — в БКЗ «Октябрьский» (Санкт-Петербург). Столичное шоу получило две премии «Концертное Шоу Года» по версии Fashion People Awards и «Прорыв года 2019» от журнала Moda Topical.
14 июня 2019 года Жасмин представила композицию «Сильней огня», текст к которой написал Михаил Гуцериев, а музыку — Сергей Ревтов. В ноябре того же года вышел видеоклип, снятый Сергеем Солодким.
27 декабря Жасмин выпустила альбом «Я верю в любовь», в который вошли 12 композиций, в частности, трек под названием «Белая птица», записанный совместно с Леонидом Руденко. 9 октября 2020 года на официальном канале певицы в YouTube состоялась премьера клипа на песню «Можно». Автором композиции выступил Максим Фадеев, а режиссёром видео — Ирина Миронова.
В 2022 году Жасмин приняла участие в марафоне «Zа Россию» в поддержку нападения России на Украину.
3 июня 2022 года певица выпустила сингл «Люболь».

## Личная жизнь
Первый муж (с 1996 по 2006 гг.) — владелец московского ресторана «Эльдорадо» Вячеслав Семендуев, вложил значительные усилия и средства для вхождения начинающей певицы в мир российского шоу-бизнеса. Брак в 2006 году распался со скандалом, освещавшимся в прессе; Жасмин подала на развод из-за побоев.
Второй муж (с 2011) — молдавский политик, бизнесмен и миллионер Илан Шор (род. 1987, Тель-Авив). Имеющий и израильское гражданство Шор с 14 июня 2015 по 19 апреля 2019 года был примаром муниципия Орхей. 21 июня 2017 года Илан Шор был приговорён Кишинёвским судом к 7 годам и 6 месяцам лишения свободы по делу о «Банковском мошенничестве». После смены власти бежал в Израиль, а с 26 июня 2020 года Илан Шор объявлен в международный розыск. 14 апреля 2023 года Апелляционная палата Кишинёва (АП) приговорила беглого депутата Илана Шора по делу о «Банковском мошенничестве» к 15 годам лишения свободы. В соответствии с решением, Шор должен возвратить более 5,2 млрд леев (260 млн евро). 15 февраля 2024 года стало известно, что власти России в ответ на запрос Республики Молдова подтвердили нахождение Шора в этой стране, но отказались выдавать его.
От первого брака у Жасмин есть сын Михаил (род. 16 августа 1997 года), от второго брака — дочь Маргарита (род. 7 февраля 2012 года) и сын Мирон (род. 25 апреля 2016 года).

## Санкции
19 октября 2022 года, на фоне вторжения России на Украину, Жасмин включена в санкционный список Украины за «поддержку путинского режима».
26 октября 2022 года США ввели санкции в отношении Жасмин как лица, связанного с супругом, Иланом Шором, который попал под санкции за коррупцию и организацию беспорядков с целью подорвать демократическое развитие Молдовы. Ранее Жасмин была внесена ФБК в список коррупционеров и разжигателей войны из-за участия в концерте в поддержку войны против Украины.
9 ноября 2023 года Канада ввелa санкции в отношении Жасмин за активное распространение дезинформации и военной пропаганды «о продолжающемся вторжении в Украину, начиная с вторжения и оккупации Крыма».

## Награды и звания

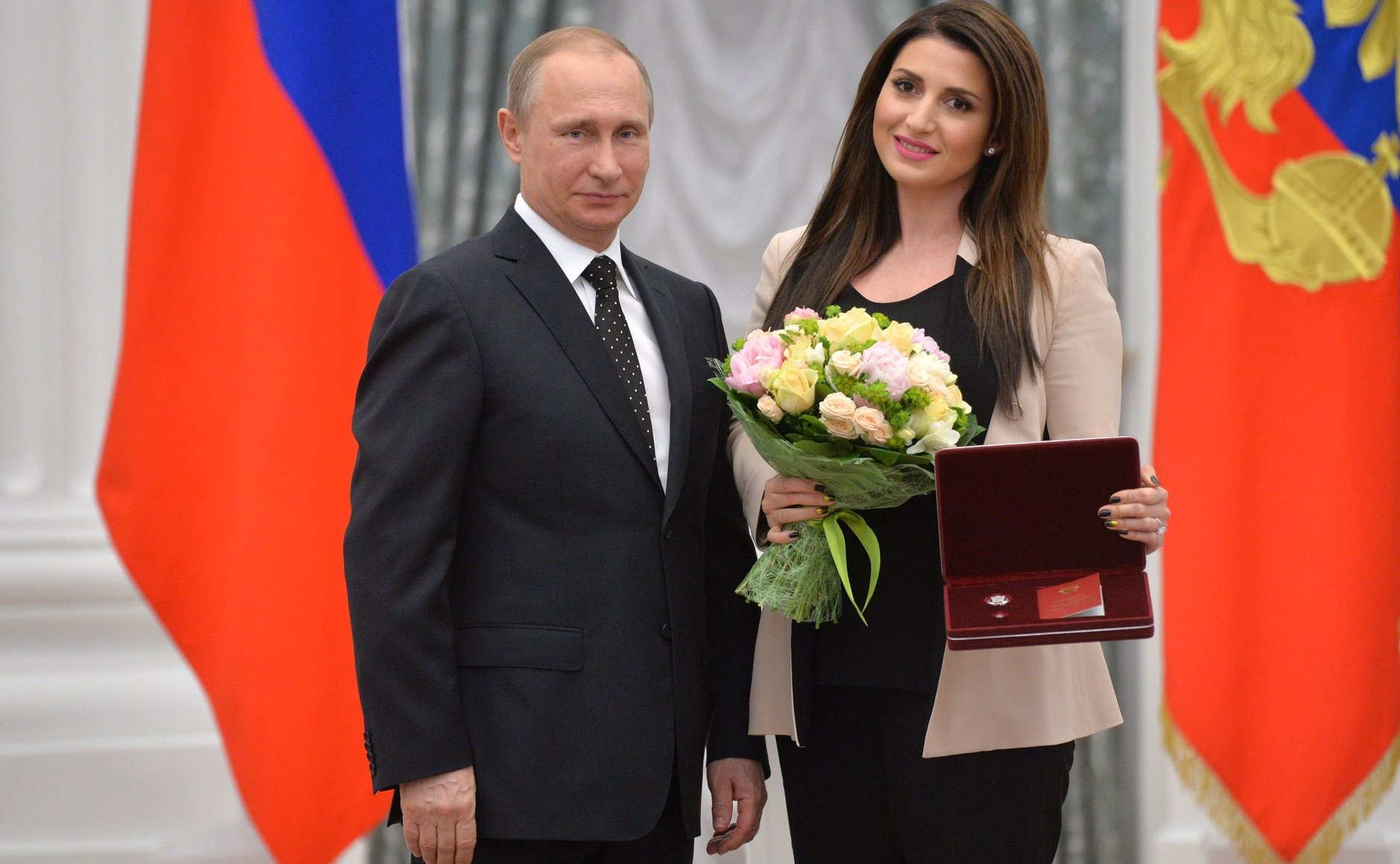
Жасмин присвоено почётное звание «Заслуженный артист Российской Федерации».
Москва, Кремль, 21 мая 2015 года

Жасмин — девятикратный лауреат премии «Золотой граммофон» (2000, 2001, 2003—2005, 2012—2015 годы), а также «Песня года» (2000—2005, 2007—2018 годы). За долгую творческую деятельность певица удостоилась следующих наград и званий:
- 2000 — Премия «Овация» (победы в номинациях: «Лучший видеоклип года», «Открытие года»)
- 2001 — Премия «Стопудовый хит»
- 2003 — «Песня года—Украина»
- 2003 — Премия «Стопудовый хит»
- 2004 — Премия «Стопудовый хит»
- 2005 — Премия «MTV Russia Music Awards» (победа в номинации: «Лучшая исполнительница»)
- 2009 — Заслуженная артистка республики Дагестан
- 2011 — Премия «Мама года» (победа в номинации: «Самая утончённая Мама»)
- 2011 — Премия «20 лучших песен» (за песню «Лабу-Дабу»)
- 2012 — Премия «Мама года» (победа в номинации: «Самая элегантная Мама»)
- 2014 — Заслуженная артистка РФ
- 2016 — Премия «Серебряный кувшин» (победа в номинации «Moscow Caucasus Stars»)
- 2017 — Премия «Topical Style Awards» (победа в номинации «Утончённый стиль»)
- 2017 — Премия «Серебряный кувшин» (победа в номинации «Гран-При от Арт_Нарцисс»)
- 2017 — Премия «Прорыв года» (победа в номинации «Singer Lady»)
- 2018 — Премия «Пара года BEST» (победа в номинации «Счастливы вместе»)
- 2018 — Премия «Topical Style Awards» (победа в номинации «Утончённый стиль»)
- 2018 — Премия «Fashion Summer Awards» (победа в номинации «Музыка и стиль»)
- 2018 — Премия «Реальная премия MusicBox» (победа в номинации «20 лет на сцене»)
- 2019 — Премия «Fashion People Awards» (победа в номинации «Концертное шоу года»)
- 2019 — Премия «Fashion Awards» (победа в номинации «Самая стильная певица года»)[96].
- 2019 — Премия «Super Мама» (победа в номинации «Super Мама-Голос»)[96].
- 2019 — Премия «Прорыв года» (победа в номинации «Концертное шоу года»)[97]
- 2019 — Премия «Fashion People Awards Kids» (победа в номинации «Семейные ценности»)[98]
- 2020 — Премия «Золотой хит»[99]
- 2021 — Премия «SMG & WFM Awards» (победа в номинации «Гордость нации»)[100]
- 2021 — Премия «Мама года» (победа в номинации «Заботливая мама»)[101]
- 2021 — Премия «Товар года» (победа в специальной номинации «Музыкальный выбор потребителя»)
- 2022 — Премия «Золотой хит»
- 2022 — Премия «Fashion People Awards» (победа в номинации «Fashion телеведущая»)[102]

## Творчество

### Альбомы
| Год  | Название                    | Комментарий                                                                              |
| ---- | --------------------------- | ---------------------------------------------------------------------------------------- |
| 2000 | «Долгие дни»                | 90 000 копий                                                                             |
| 2001 | «Перепишу любовь»           | 270 000 копий                                                                            |
| 2002 | «Головоломка»               | 310 000 копий                                                                            |
| 2003 | «100 % любви»               | 80 000 копий. Стихи к песне «Шалом» и музыку к песне «Имена на небесах» написала Жасмин. |
| 2004 | «Да!»                       | 650 000 копий. Музыку к песне «Как всегда» написала Жасмин                               |
| 2005 | «Тебе понравится»           | 150 000 копий                                                                            |
| 2009 | «Мечта»                     | 50 000 копий                                                                             |
| 2013 | «От любви до любви»         |                                                                                          |
| 2014 | «Восточная любовь»          |                                                                                          |
| 2017 | «The Best» (Deluxe edition) | Сборник лучших хитов Жасмин                                                              |
| 2019 | «Я верю в любовь»           |                                                                                          |

### Синглы
1. 1999 — «Так бывает»
2. 2000 — «Падал снег»
3. 2000 — «Летний день»
4. 2000 — «Долгие дни»
5. 2001 — «Лёли-лёли»
6. 2001 — «Перепишу любовь»
7. 2001 — «Торопишься слишком»
8. 2001 — «Не говори мне»
9. 2002 — «Ты далеко»
10. 2002 — «Не отпускай меня»
11. 2002 — «Головоломка»
12. 2002 — «Мамино сердце»
13. 2003 — «Холодно»
14. 2003 — «Дольче Вита»
15. 2003 — «Да!»
16. 2004 — «Самый любимый»
17. 2004 — «Капля лета»
18. 2004 — «Разгадай любовь»
19. 2005 — «Как ты мне нужен»
20. 2005 — «Индийское диско»
21. 2005 — «Тебе понравится»
22. 2005 — «Давай объявим между нами мир»
23. 2006 — «История»
24. 2006 — «Загадай»
25. 2006 — «Первый близкий»
26. 2007 — «Боль»
27. 2007 — «Дежа Вю»
28. 2008 — «Пей любовь»
29. 2008 — «Ресничка»
30. 2009 — «Ночь»
31. 2009 — «Виновата»
32. 2010 — «Не жалею»
33. 2010 — «Здравствуй, новая любовь»
34. 2011 — «Лабу-Дабу»
35. 2011 — «Можно»
36. 2011 — «Как в детстве»
37. 2012 — «От любви до любви»
38. 2012 — «Руки в рукава»
39. 2013 — «Дважды»
40. 2013 — «Нет, не надо»
41. 2014 — «Свадебные истории»
42. 2014 — «Дожди»
43. 2015 — «Зависимость»
44. 2015 — «Сердце»
45. 2016 — «Три точки тире»
46. 2016 — «Прощай, моя помада»
47. 2017 — «Ты моё, моё»
48. 2017 — «Белая птица»
49. 2018 — «Любовь-отрава» (совместно с Д. Клявером)
50. 2018 — «Похожи»
51. 2019 — «Я верю в любовь»
52. 2019 — «Сильней огня»
53. 2020 — «Лучшее»
54. 2020 — «Весна»
55. 2020 — «Наведу красоту»
56. 2020 — «Можно»
57. 2021 — «Красное платье»
58. 2021 — «Долгие дни» (совместно с Lina Lee)
59. 2022 — «Слёзы бывших»
60. 2022 — «Люболь»
61. 2022 — «Отражения» (совместно с EMIN)
62. 2022 — «От лета до лета»
63. 2023 — «Новогодняя» (совместно с DJ Dimixer)

### Чарты
| Год  | Название                          | Airplay Detection TopHit 100 | Moscow Airplay TopHit 100 |
| ---- | --------------------------------- | ---------------------------- | ------------------------- |
| 2003 | Дольче вита                       | 18                           | -                         |
| 2003 | Да!                               | 18                           | -                         |
| 2004 | Самый любимый                     | 6                            | -                         |
| 2004 | Самый любимый (ремикс)            | 49                           | -                         |
| 2004 | Капля лета                        | 3                            | -                         |
| 2004 | Разгадай любовь                   | 9                            | 46                        |
| 2004 | Утренняя гимнастика               | 119                          | -                         |
| 2005 | Как ты мне нужен                  | 13                           | 17                        |
| 2005 | Индийское диско                   | 1                            | 2                         |
| 2005 | Тебе понравится                   | 3                            | 4                         |
| 2006 | Первый близкий                    | 10                           | 17                        |
| 2006 | Загадай                           | 10                           | 11                        |
| 2007 | Боль                              | 46                           | 64                        |
| 2007 | Дежавю                            | 45                           | 28                        |
| 2007 | История                           | 70                           | 142                       |
| 2007 | Почему-то (Мечта)                 | 66                           | 59                        |
| 2007 | Алмазы                            | 59                           | 64                        |
| 2008 | Пей любовь                        | 22                           | 12                        |
| 2008 | Ресничка                          | 32                           | 18                        |
| 2009 | Ночь                              | 33                           | 35                        |
| 2009 | Будем откровенны                  | 189                          | -                         |
| 2009 | Ты — вода, я — огонь              | 80                           | 40                        |
| 2009 | Виновата                          | 27                           | 43                        |
| 2010 | Не жалею                          | 46                           | 61                        |
| 2010 | Здравствуй, новая любовь          | 34                           | 36                        |
| 2010 | Здравствуй, новая любовь (ремикс) | 34                           | 36                        |
| 2011 | Лабу-Дабу                         | 34                           | 35                        |
| 2011 | Можно                             | 17                           | -                         |
| 2012 | От любви до любви                 | 26                           | 58                        |
| 2012 | Руки в рукава                     | 36                           | 50                        |
| 2013 | Дважды                            | 20                           | 27                        |
| 2013 | Нет, не надо                      | 37                           | 33                        |
| 2016 | Три точки тире                    | 32                           | 37                        |

### Видеоклипы
| Год  | Название | Музыка                                     | Слова                             | Режиссёр                                                                  |
| ---- | --- | ------------------------------------------ | --------------------------------- | ------------------------------------------------------------------------- |
| 2000 | Так бывает | А. Грозный                                 | Т. Иванова                        | О. Гусев                                                                  |
| 2000 | Падал снег | А. Шевченко                                | А. Шевченко                       | О. Гусев                                                                  |
| 2000 | Летний день | А. Грозный                                 | Т. Иванова                        | О. Гусев                                                                  |
| 2000 | Долгие дни | А. Лунёв                                   | А. Шевченко                       | О. Гусев                                                                  |
| 2001 | Лёли-лёли | К. Брейтбург                               | С. Сашин                          | О. Гусев                                                                  |
| 2001 | Перепишу любовь | А. Зубков                                  | И. Каминская                      | О. Гусев                                                                  |
| 2001 | Торопишься слишком | А. Зубков                                  | И. Каминская                      | Т. Кеосаян                                                                |
| 2001 | Не говори мне | Ф. Ильиных                                 | И. Каминская                      | О. Гусев                                                                  |
| 2002 | Ты далеко | А. Шевченко                                | А. Шевченко                       | О. Гусев                                                                  |
| 2002 | Не отпускай меня | И. Брылин                                  | И. Каминская                      | О. Гусев                                                                  |
| 2002 | Головоломка (Новая версия клипа была снята в 2014 году. Эта версия представляет собой кадры из Фильма «Красота требует», 2008 года). | А. Зубков                                  | Т. Иванова                        | О. Гусев                                                                  |
| 2003 | Холодно | И. Брылин                                  | И. Брылин, А. Муразов (А. Смогул) | О. Гусев                                                                  |
| 2003 | Дольче вита | И. Брылин                                  | Л. Д’Элиа                         | И. Миронова                                                               |
| 2003 | Да! | В. Васильев                                | И. Каминская, Э. Мельник          | О. Гусев                                                                  |
| 2004 | Самый любимый | А. Гусейнов                                | А. Гусейнов                       | О. Гусев                                                                  |
| 2004 | Капля лета | Э. Поконов                                 | Т. Иванова                        | О. Гусев                                                                  |
| 2004 | Разгадай любовь | И. Брылин                                  | С. Саунин                         | О. Гусев                                                                  |
| 2005 | Как ты мне нужен | С. Ревтов                                  | С. Ревтов                         | О. Гусев                                                                  |
| 2005 | Индийское диско | И. Постоев, И. Логинов                     | Л. Постоева                       | О. Гусев                                                                  |
| 2005 | Тебе понравится | О. Попкова, И. Логинов                     | О. Попков                         | О. Гусев                                                                  |
| 2006 | Первый близкий | С. Ревтов                                  | С. Ревтов                         | О. Гусев                                                                  |
| 2007 | Боль | С. Ревтов                                  | К. Клюев                          | Д. Захаров                                                                |
| 2007 | Дежавю | И. Брылин, А. Прусов                       | Н. Черненко                       | О. Гусев                                                                  |
| 2008 | Пей любовь | Любаша                                     | Любаша                            | Г. Тоидзе                                                                 |
| 2008 | Ресничка | А. Зубков                                  | И. Каминская, Л. Д’Элиа           | О. Гусев                                                                  |
| 2009 | Ночь | С. Кулемина                                | Л. Панкова, В. Адаричев           | А. Бадоев                                                                 |
| 2009 | Виновата | С. Жуков                                   | С. Жуков                          | И. Миронова                                                               |
| 2010 | Спи, моё солнышко | И. Дубцова                                 | И. Дубцова                        | А. Голубев (совместно с И. Дубцовой, Алсу, Т. Булановой и Л. Кудрявцевой) |
| 2010 | Не жалею | Д. Дубинский                               | Л. Д’Элиа                         | П. Худяков                                                                |
| 2011 | Здравствуй, новая любовь | К. Брейтбург                               | А. Куделинская                    | И. Миронова (клип существует в двух версиях)                              |
| 2011 | Здравствуй, новая любовь (remix) | К. Брейтбург, Ivan Martin & Tom Chaos      | А. Куделинская                    | И. Миронова                                                               |
| 2011 | Лабу-Дабу | С. Ахунов                                  | С. Ахунов                         | А. Ненашев                                                                |
| 2012 | Руки в рукава | С. Ревтов                                  | С. Ревтов                         | Е. Воронин                                                                |
| 2013 | Дважды | С. Кулемина                                | К. Губин                          | С. Ткаченко                                                               |
| 2013 | Нет, не надо | Т. Нотман                                  | О. Нотман, Л. Руденко             | С. Ткаченко                                                               |
| 2014 | Свадебные истории | С. Гуцэ, Н. Гуцэ, А. Романов, Р. Емельянов | К. Губин, Р. Емельянов            | Х. Маасик                                                                 |
| 2014 | Дожди | А. Покутный                                | Л. Шигапова                       | Х. Маасик                                                                 |
| 2015 | Зависимость | В. Матецкий, Л. Гуткин                     | А. Микульская                     | О. Гусев                                                                  |
| 2017 | Ты моё, моё | В. Бодолика, И. Линковский                 | М. Якубовская                     | Slava Sirbu                                                               |
| 2018 | Белая птица | Н. Павлова                                 | Н. Павлова                        | Laurent King (композиция была записана совместно с Л.Руденко)             |
| 2018 | Любовь-отрава | Aytekin Ataş                               | М. Гуцериев                       | А. Бадоев (композиция была записана совместно с Д. Клявером)              |
| 2018 | Похожи | О. Нотман                                  | Т. Нотман                         | А. Бадоев                                                                 |
| 2019 | Сильней огня | С. Ревтов                                  | М. Гуцериев                       | С. Солодкий                                                               |
| 2020 | Можно | М. Фадеев                                  | И. Секачёва, М. Фадеев            | И. Миронова                                                               |
| 2022 | Слёзы бывших | Л. Величковский                            | Л. Величковский                   | В. Козарь                                                                 |
| 2022 | Отражения | А. Слончинский                             | М. Дорошевич                      | А. Ахмадов (композиция была записана совместно с EMIN)                    |

### Видеоальбомы
- 2005 — «Да!» (сольный концерт в ГЦКЗ «Россия»)
- 2005 — «Jasmin. Grand Collection» (включает в себя 18 музыкальных видеоклипов)

### Участие в клипах других исполнителей
- 2009 — «Просто подари» (Филипп Киркоров)
- 2018 — «Когда ты станешь большим» (Денис Клявер)
- 2019 — «В чёрных очках» (группа «Чили»)
- 2019 — «Подруги» (Диана Гурцкая)

### Туры
- 2005 — «Да!» (Россия)
- 2009 — «Мечта» (США)
- 2012 — «Лабу-Дабу» (США)
- 2012—2014 — «От любви до любви» (Россия, Молдавия)
- 2014—2018 — «Другая Я» (Россия, США, Италия, Испания, Литва, Латвия, Эстония, Израиль)
- 2019, 2021 — «Жасмин. Весна» (Россия)

### Фильмография
- 2005 — Три мушкетёра (мюзикл) — Артистка цирка
- 2005 — Али Баба и 40 разбойников (мюзикл) — Зейнаб
- 2008 — Красота требует… (мюзикл) — Продавщица газировки[105]
- 2010 — Даёшь молодёжь (новогодний выпуск) — Камео
- 2019—1001 ночь, или Территория любви (мюзикл) — Принцесса Жасмин[106]
- 2021 — Новогодняя сказка (мюзикл) — Жар-птица

### Телевидение
- 2002 — «Шире круг» (Россия, т/к «ТВ Центр») — ведущая
- 2007—2008 — «Две Звезды» (Россия, т/к «Первый канал») — участница (в дуэте с Юрием Гальцевым)
- 2011 — «Top-10» (Россия, т/к «Russian MusicBox») — ведущая месяца
- 2011 — «Junior Box» (Россия, т/к «Russian MusicBox») — ведущая
- 2012 — «Здоровье» (Россия, т/к «Первый канал») — ведущая рубрики «Я — мама»
- 2013 — «Битва хоров» (Россия, т/к «Россия-1») — наставница хора из Казани
- 2014 — «Точь-в-точь» (Россия, т/к «Первый канал») — участница
- 2018—2019 — «Душевный разговор с Жасмин» (Республика Молдова, т/к «Televiziunea Centrală») — ведущая
- 2020—2021 — «Шор-ОХ! на кухне» (Республика Молдова, т/к «Televiziunea Centrală») — ведущая
- 2021 — «Товар года 2021» (Россия, т/к «МУЗ-ТВ») — ведущая (совместно с Дмитрием Красиловым)[107]
- 2022—2023 — «У-Дачный чарт» (Россия, т/к «МУЗ-ТВ») — ведущая
- 2023 — «Маска» (Россия, т/к «НТВ») — участница, скрывалась в образе Пиковой Дамы (12 февраля 2023 — 12 марта 2023).
- 2023 — «Ну-ка, все вместе!» (Россия, т/к «Россия-1») — эксперт сотни
- TBA — «У-Дачный чарт. Осенний сезон» (Россия, т/к «МУЗ-ТВ») — ведущая
- TBA — «Три аккорда» (Россия, т/к «Первый канал») — участница.

### Озвучивание
- 2014 — «Аладдин и Повелитель Огня» (ледовое шоу) — Принцесса Жасмин (Жасмин и Антон Макарский спели на премьере ледового арена-шоу «Аладдин и Повелитель огня»).
- 2022 — «Новая сказка Шахерезады» (ледовое шоу) — Шахерезада (Сказка на Красной площади: в Москве торжественно открыли ГУМ-каток)
- 2023 — «Вечера на хуторе» (ледовое шоу) — Одарка (Премьера ледового шоу «Вечера на хуторе»)